# كيري هوارد
كيري هوارد (بالإنجليزية: Kerry Howard)‏ هي ممثلة بريطانية، ولدت في 24 مارس 1982 في بلاكبول في المملكة المتحدة.

## أعمال

### أفلام
- فيديو الزفاف

## وصلات خارجية
- كيري هوارد على موقع IMDb (الإنجليزية)
- كيري هوارد على موقع قاعدة بيانات الفيلم (الإنجليزية)